# 湖山初等学校
湖山初等学校（ホサンしょとうがっこう）は大韓民国江原特別自治道三陟市に位置する公立初等学校である。

## 沿革
- 1921年 - 開校

## 児童数
1年～3年生 4クラス、4年～5年生 5クラス
全校児童712人（2011年4月現在）

## 主な活動
- 遠足
- 学芸会

## 行事
- 4月

健康診断
- 5月

絵を描く会
- 6月

大掃除
- 7月

水泳大会
- 8月

夏休み
- 9月

避難訓練
- 10月

大掃除
- 11月

健康診断・修学旅行
- 12月

マラソン大会・大掃除
- 1月

避難訓練
- 2月

テコンドー大会
- 3月

卒業生を送る会